# Festa do banho 29
A Festa do Banho 29, mais conhecida por Banho 29, é um evento tradicional, realizado de forma anual em várias localidades na região do Algarve, em Portugal.

## Descrição e história
A festa realiza-se com uma frequência anual, normalmente no dia 29 de Agosto. É celebrada em vários pontos do Algarve, tanto no Barlavento como no Sotavento, sendo uma reminescência da antiga romaria que os camponeses faziam até às praias, onde se banhavam uma só vez, e que segundo o dito popular valia por 29. Neste sentido, os participantes costumam banhar-se vestidos com trajos antigos.
Segundo a tradição popular, no dia 29 de Agosto o Diabo andava à solta, e os banhos nas águas do mar tinham a função de purificar as almas dos habitantes do interior, que nesse dia faziam as viagens desde as suas povoações até à faixa costeira. Não se conhecem as origens desta tradição, embora possa ser um vestígio das antigas crenças islâmicas, durante o período em que o Algarve esteve sob o domínio muçulmano.
Em Aljezur é comemorada como dia de feriado municipal, sendo o banho tradicional feito na Praia de Monte Clérigo. Na cidade de Lagos, este é normalmente realizado no Cais e na Praia da Solaria, junto ao Forte da Ponta da Bandeira, sendo o banho feito precisamente à meia-noite. Outro ponto alto durante o evento em Lagos é o concurso de trajes de banho.
No Sotavento destacam-se os festejos na Praia da Manta Rota, no concelho de Vila Real de Santo António, organizadas como parte das Festas de São João de Degola, e que culminam com o chamado banho santo.